# La escuela del bien y el mal
La Escuela del Bien y el Mal es una serie de cuentos de hadas de fantasía escritos por Soman Chainani. La primera novela de la serie se publicó el 14 de mayo de 2013. La serie se ambienta en un lugar ficticio generalmente conocido como "The Endless Woods" o "El Bosque Sin Fin". 
La trilogía original, conocida como "The School Years" o "Años escolares", sigue las aventuras de Sophie y Agatha como mejores amigas en la Escuela del Bien y el Mal, una institución encantada donde los niños son entrenados para convertirse en héroes o villanos de cuentos de hadas, respectivamente. La segunda trilogía ("The Camelot Years" o "Los años de Camelot" ) sigue a Agatha y su verdadero amor, el Rey Tedros, ascendiendo al papel de Reina y Rey del legendario reino Camelot, y Sophie reformando el Mal hacia una nueva imagen. El último libro de la serie original se publicó el 2 de junio de 2020, y el primer libro de una serie precuela debutará en 2022. Una adaptación cinematográfica de Netflix se estrenó el 19 de octubre de 2022.

## Resumen

### The School Years

#### Premisa
Cada cuatro años, dos niños son secuestrados en la villa de Gavaldon. Por lo general, uno de ellos es bien portado y hermoso, mientras que el otro es mal parecido y peculiar. El secuestrador, al que se le refiere como "the School Master", supuestamente secuestra niños para llevarlos a la Escuela del Bien y el Mal, donde son entrenados para convertirse en héroes y villanos de cuentos de hadas.

#### La escuela del bien y del mal (2013)
Sophie, una joven hermosa y amante de lo rosa, sueña con atender la Escuela del Bien y encontrar el amor verdadero. Mientras tanto, su mejor amiga Agatha, quien no es la típica chica bonita y retraída, es considerada la candidata perfecta para entrar a la Escuela del Mal. Una noche, ambas chicas son secuestradas tras encontrarse en las afueras de "The Endless Woods", aparententemente siendo enviadas a las escuelas "equivocadas": Sophie a la Escuela del Mal y Agatha a la Escuela del Bien. Poco después, Sophie cae enamorada del hijo del Rey Arturo, Tedros de Camelot, quién también se fija en ella. Agatha, sin embargo, solo quiere irse a casa; ella y Sophie le piden al director de la escuela, que les permita regresar a su hogar, pero Storian, el libro mágico a cargo de escribir los cuentos de hadas, da inicio al cuento de las chicas. Él les dice que deben seguirlo y les da un acertijo para resolver; la respuesta es el beso del amor verdadero.
Sophie debe besar a Tedros para demostrar que están en la escuela equivocada y volver a casa; él la niega, sin embargo, después de que ella se niega a salvarlo por egoísmo. Sophie se disgusta y descubre que Agatha es su némesis, a quien debe matar en su cuento de hadas para ser feliz. Sophie comienza su transformación hacia la maldad cuando Tedros le pide a Agatha que sea su princesa: ella pierde su belleza perfecta y ataca la Escuela del Bien. Durante la batalla, Sophie descubre que el director de la escuela es malvado, y la razón por la que el bien gana en todos los cuentos de hadas es porque el historiador (la pluma estilográfica encantada que escribe los cuentos de hadas) está expiando al maestro de escuela por el asesinato de su hermano, que era bueno. Él cree que Sophie es su verdadero amor y su beso restaurará la gloria del Mal. Sin embargo, Sophie lo niega y se sacrifica para salvar a Agatha, quien la besa y la resucita. Los dos regresan a casa, poniendo fin a su cuento de hadas mientras Tedros se queda solo.

#### A World Without Princes, Un Mundo Sin Príncipes (2014)
Agatha y Sophie han vuelto a sus antiguas vidas en Gavaldon. Agatha extraña a Tedros y en secreto desea verlo. Esto desencadena una ola de misteriosos ataques contra Sophie, que amenazan a todo el pueblo y provocan que las dos jóvenes sean expulsadas de la ciudad. Se dirigen a la Escuela del Bien y del Mal, sólo para descubrir que se había convertido en la Escuela para Niñas y Niños tras su partida.
En la Escuela para Niños, Tedros busca vengarse de Sophie por supuestamente robarle su verdadero amor. En la Escuela para Niñas, la ex profesora de historia del Mal Evelyn Sader, a quien se le prohibió la entrada a las escuelas años antes y creía que era el verdadero amor del director de la escuela, ahora es decana. Después de que Agatha besa a Tedros, Sophie casi es enviada de regreso a Gavaldon. Sin embargo, Sophie es engañada para que bese al ex director de la escuela cuando él se hace pasar por su madre fallecida, prometiéndole que si lo besa, su madre volverá a la vida. El maestro de escuela luego se transforma en un chico de 16 años llamado Rafal. Agatha y Tedros regresan a Gavaldon, sin estar claro el destino de Sophie y Endless Woods.

#### The Last Ever After, El último para siempre (2015)
A raíz del beso de Sophie y el ex director de la escuela, se ha demostrado que el Mal es capaz de sentir amor, y todos los villanos de cuentos de hadas anteriores tienen una segunda oportunidad. Rápidamente dan caza a sus héroes y los asesinan, debilitando el escudo entre el mundo de los Lectores (aquellos que no saben que los cuentos de hadas son reales) y el mundo de los cuentos de hadas, amenazando la existencia de ambos. Con el escudo debilitándose, el sol comienza a derretirse. Después de dejar Gavaldon, Agatha y Tedros rescatan a Sophie y recuperan Excalibur, la cual necesitan para destruir un anillo que Rafal (el ex director de la escuela) le dio a Sophie y que transforma su alma en el Mal más profundo y lo mantiene inmortal. Sophie se niega y regresa con Rafal; Los dos bandos comienzan a prepararse para una guerra la noche en que el sol se derretirá por completo. Durante la guerra, otro héroe muere y el escudo entre Gavaldon y Woods desaparece. Sin embargo, cuando toda esperanza estaba ya perdida, Agatha convence a Sophie de destruir su anillo y matar a Rafal. Posteriormente, Sophie se convierte en decana de la Escuela del Mal y se siente contenta con su nueva vida; Agatha y Tedros llegan a Camelot en busca de devolverle su antigua gloria.

### The Camelot Years, Los años de Camelot
Tres libros de la serie "La escuela del Bien y el Mal" que se centra en una nueva aventura protagonizada por nuevos y viejos personajes, pero con un villano mucho más malvado. Los libros incluidos en los años de Camelot son Quests for Glory, a Crystal of Time y One True King.

#### Quest for Glory(2017)
Los estudiantes de la Escuela del Bien y del Mal emprendieron las misiones requeridas de su cuarto año. Para sus misiones, Agatha y Tedros deben intentar devolver a Camelot su antiguo esplendor como reina y rey. Para su búsqueda, Dean Sophie busca moldear el Mal a su propia imagen. Cuando emerge un misterioso villano conocido como "la Serpiente", que aterroriza la tierra, los viejos amigos deben trabajar juntos para salvar Endless Woods.

#### A Crystal of Time(2019)
Un falso rey reclamó el trono de Camelot, condenó a muerte a Tedros y obligó a Sophie a ser su reina. Sólo Agatha logra escapar. Agatha y los estudiantes de la Escuela del Bien y del Mal deben encontrar una manera de restaurar a Tedros en su trono y salvar Camelot, antes de que todos sus cuentos de hadas lleguen a un final letal.

#### One True King(2020)
Para demostrar que es el verdadero rey de Camelot, Tedros debe superar tres pruebas impuestas por su difunto padre, el rey Arturo. Enfrentado a él está el rey pretendiente Rhian, que tiene a todos los bosques de su lado. Tedros, que permanece encubierto, viaja por Endless Woods con Agatha, Sophie y sus amigos de la Escuela del Bien y del Mal, en una carrera para pasar las pruebas de su padre y salvar Endless Woods del dominio de Japeth.

### Precuela

#### Rise of the School for Good and Evil, El surgimiento de la Escuela del Bien y el Mal(2022)
Los maestros gemelos, Rafal y Rhian, han gobernado la Escuela del Bien y del Mal durante muchos años en armonía. Sin embargo, después de una racha de victorias del Bien, Rafal, el maestro de la escuela del mal, decide intentar igualar la balanza. Estos intentos separan a los hermanos, creando una brecha que amenaza el equilibrio del Bien y el Mal en Endless Woods. Rafal se da cuenta de que él es el hermano bueno y Rhian es el malo, pero no antes de que el decano de Rhian, James Hook, lleve a varios estudiantes a matar al malvado Peter Pan. Lanzado en 2022.

#### Fall of the School for Good and Evil, Caída de la Escuela del Bien y el Mal(2023)
La secuela y conclusión de Rise of the School for Good and Evil, lanzada en mayo de 2023. Rhian y Rafal tienen derechos separados sobre la escuela mientras Peter Pan intenta matarlos a ambos. Después de una larga y ardua batalla, Peter es asesinado por el Storian, mientras Rhian y Rafal van a enfrentarlo para decidir quién será el director de la escuela. Rhian mata a Rafal al ver que el Storian aparentemente dibuja el rostro de Rafal, pero se da cuenta de que el Storian pretendía que Rhian fuera maestro de escuela después. Esto revela que Rhian, no Rafal, era el director de la escuela visto a lo largo de la serie, Rhian había tomado el nombre de su hermano en The Last Ever After y que Rhian y Japeth de The Camelot Years son hijos de Rhian, no de Rafal.

## Concepción
Cuando Soman Chainani era más joven, no tenía acceso al cable, a Internet ni a los videojuegos; sólo tenía un televisor y cintas VHS de las películas de Walt Disney Animation Studios, muchas de las cuales estaban basadas en cuentos de hadas clásicos. En la universidad, la diferencia entre las historias originales y las versiones de Disney lo cautivó cuando tomó una clase sobre historia de los cuentos de hadas.

Disney tomó los cuentos de hadas originales, llenos de complejidad, oscuridad y, a menudo, horror, y esencialmente los pasteurizó para hacerlos más entretenidos y posiblemente más "apropiados" para los niños. Siempre me sorprende el hecho de que las historias originales de los Grimm a menudo hablaban más alto entre los lectores adolescentes mayores, mientras que Disney intenta vender estos cuentos a una audiencia más joven, a menudo cambiando el núcleo de la historia.
Soman Chainani

Chainani comenzó a trabajar en La escuela del bien y del mal en junio de 2010. Las revisiones, recuentos y combinaciones de cuentos de hadas habían ganado popularidad en ese momento. Las obras a menudo incluían varios clichés que habían influido mucho en las representaciones del Bien y el Mal, los Niños y las Niñas y los Viejos y los Jóvenes, así como tropos que se repetían en la representación de los antagonistas. Chainani, sin embargo, quería centrarse en algo más primario: un nuevo cuento de hadas que fuera "tan desatado y desquiciado" como los cuentos más antiguos. Además, reconstruiría el género de los cuentos de hadas reconociendo al mismo tiempo su pasado. De esta manera, al crear su propia serie, pretendía disipar los estereotipos comunes y ofrecer una historia original y sin clichés.
Chainani inicialmente planeó la serie como tres trilogías: The School Years, The Camelot Years y The New Class.

## Publicación
Cuando empezó a trabajar en La escuela del Bien y el Mal, Chainani esperaba que se convirtiera en un tratamiento para un guion que pudiera vender. Sin embargo, más tarde se dio cuenta de que "tenían que ser novelas". La productora Jane Startz, con quien Chainani trabajó en una adaptación de The Pushcart War, estuvo de acuerdo con este sentimiento, eliminando cualquier duda que tuviera Chainani. Después de eso, Startz negoció el acuerdo para la trilogía con la editorial HarperCollins. Según su directora editorial, Phoebe Yeh, ella "sabía en sus entrañas que [la empresa] iba a tener un ganador" desde la primera frase de la novela, quedando "impresionada" por la originalidad, la premisa, los personajes, la historia, y lenguaje. El disfrute de Yeh la animó a adquirir la trilogía de Startz.
La escuela del bien y del mal se publicó por primera vez el 14 de mayo de 2013, con la impresión de 150,000 ejemplares. En el Reino Unido se estrenó el 6 de junio del mismo año. La segunda novela, Un mundo sin príncipes, se publicó el 15 de abril de 2014, mientras que la tercera, El último para siempre, se publicó un año después, el  A esto le siguió el lanzamiento del cuarto y quinto libro , Quests for Glory y A Crystal of Time, el 19 de septiembre de 2017  y el 5 de marzo de 2019, respectivamente. HarperCollins publicó la novela final, One True King, el 2 de junio de 2020.

## Recepción
Esta sección necesita expansión.
La recepción por parte de los críticos hacia el primer libro de la serie ha sido positiva, y el libro ha recibido elogios de The Guardian y el Miami Herald.

### Premios
- Premio Waterstone al libro infantil a la mejor ficción para niños de 5 a 12 años (2014, nominado para La escuela del bien y del mal ) [20]

## Impacto
La Escuela del Bien y del Mal ha conseguido un importante número de seguidores internacionales. Hasta 2022, la serie se ha traducido a más de 32 idiomas y ha vendido más de 3,5 millones de copias en todo el mundo. Según Vogue India, la serie se ha convertido en un "pilar" en la lista de los más vendidos del New York Times.

## Adaptación
Poco después de la publicación del primer libro, Universal Pictures adquirió los derechos para adaptar la primera novela al cine. En 2020, Netflix anunció que se haría cargo y lanzaría una adaptación cinematográfica de la novela, dirigida por Paul Feig. Sophia Anne Caruso y Sofia Wylie fueron elegidas para los papeles principales en diciembre de 2020. Además, Charlize Theron, Kerry Washington, Laurence Fishburne y Michelle Yeoh tienen papeles secundarios en la película. El 19 de marzo de 2021 se anunció que Jamie Flatters interpretaría a Tedros y Kit Young interpretaría a Rafal. El 24 de marzo de 2021 se reveló que Earl Cave interpretará a Hort. El rodaje tuvo lugar en The Belfast Harbour Studios en Irlanda del Norte. La adaptación se estrenó en 2022 y debutó en el puesto número 1 de Netflix en más de 80 países.